# Hans-Peter Thietz

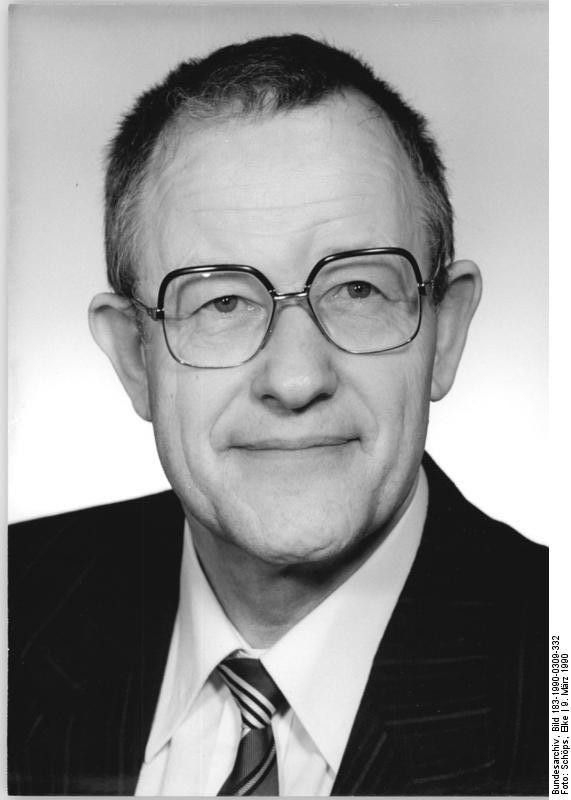
Hans-Peter Thietz, 1990

Hans-Peter Thietz (geboren 12. Juli 1934 in Löbau, gestorben 22. September 2018 in Gefell in der Eifel) war ein deutscher Publizist und Politiker.

## Leben
Thietz war Leiter einer Forschungsstelle für Medizintechnik und Gründer einer medizintechnischen Fachzeitschrift sowie Patentassessor an der Akademie der Wissenschaften in Ost-Berlin.
Er war Mitbegründer der FDP-Ost sowie danach des Bundes Freier Bürger. Später war er parteilos. Er war Mitglied der letzten, frei gewählten Volkskammer und bis 1994 Abgeordneter mit Beobachterstatus im Europaparlament.
Geboren wurde er in Löbau und kam später für sein Studium nach Berlin. Von 1994 bis 1999 lebte er auf Panay (Philippinen), wo er seine spätere Frau kennenlernte. Seine Erinnerungen an diese Zeit hat er unter dem Pseudonym Pit Merlin in seinem Buch Eine abenteuerliche Heirat nach den Philippinen verewigt.
Bis zu seinem Tod lebte Hans-Peter Thietz mit seiner Familie in der Eifel und betätigte sich als Schriftsteller. In seinen im Eigenverlag erschienenen Büchern vertrat er antisemitische, revisionistische, kreationistische, esoterische und verschwörungstheoretische Positionen. So behauptete er in seinem Buch Die Satanisierung des Neuen Testaments, Jesus sei gekommen, „um Jahwe als von den Juden angebeteten Satan zu entlarven“, und „nicht die Juden, sondern die Germanen sind das von Gott auserwählte Volk.“ In seinem dreibändigen Buch Churchill schon 1936: Deutschland wird zu stark – wir müssen es zerschlagen! oder der 90jährige Krieg vertrat Thietz die These, „daß die Kriegsschuld des Ersten/Zweiten Weltkriegs eindeutig auf Seiten der gegnerischen Alliierten gelegen hat und der Kriegszustand bis heute noch nicht abgeschlossen ist“. In seiner Schrift „Die Sintflut“ behauptete er, „daß die ganze Erdzeitalterberechnung und Darwinsche Evolutionslehre unhaltbar sind, unsere Erde ein recht junger Planet sein muß, und alle Lebewesen in ihrer Art vollkommen entwickelt und gleichzeitig aufgetreten sind, Menschen und Dinos lebten gemeinsam“. In seiner Publikation Die Reptos sind unter uns? rezipierte er außerdem positiv Thesen, „daß es reptiloide Wesen geben würde, die menschliche Gestalt annehmen könnten und so unerkannt unter uns weilen. Sie hätten die Top-Funktionen in der Finanzwelt, Politik und auch Wirtschaft besetzt.“
Hans-Peter Thietz starb am 22. September 2018 in Gefell.

## Schriften
- Die Herausforderung. Kosmische Energie gegen irdische Politik. 2 Bände, ISBN 3-89811-921-1.
- Eine abenteuerliche Heirat nach den Philippinen. ISBN 3-8311-0062-4.